# Нитропруссид калия

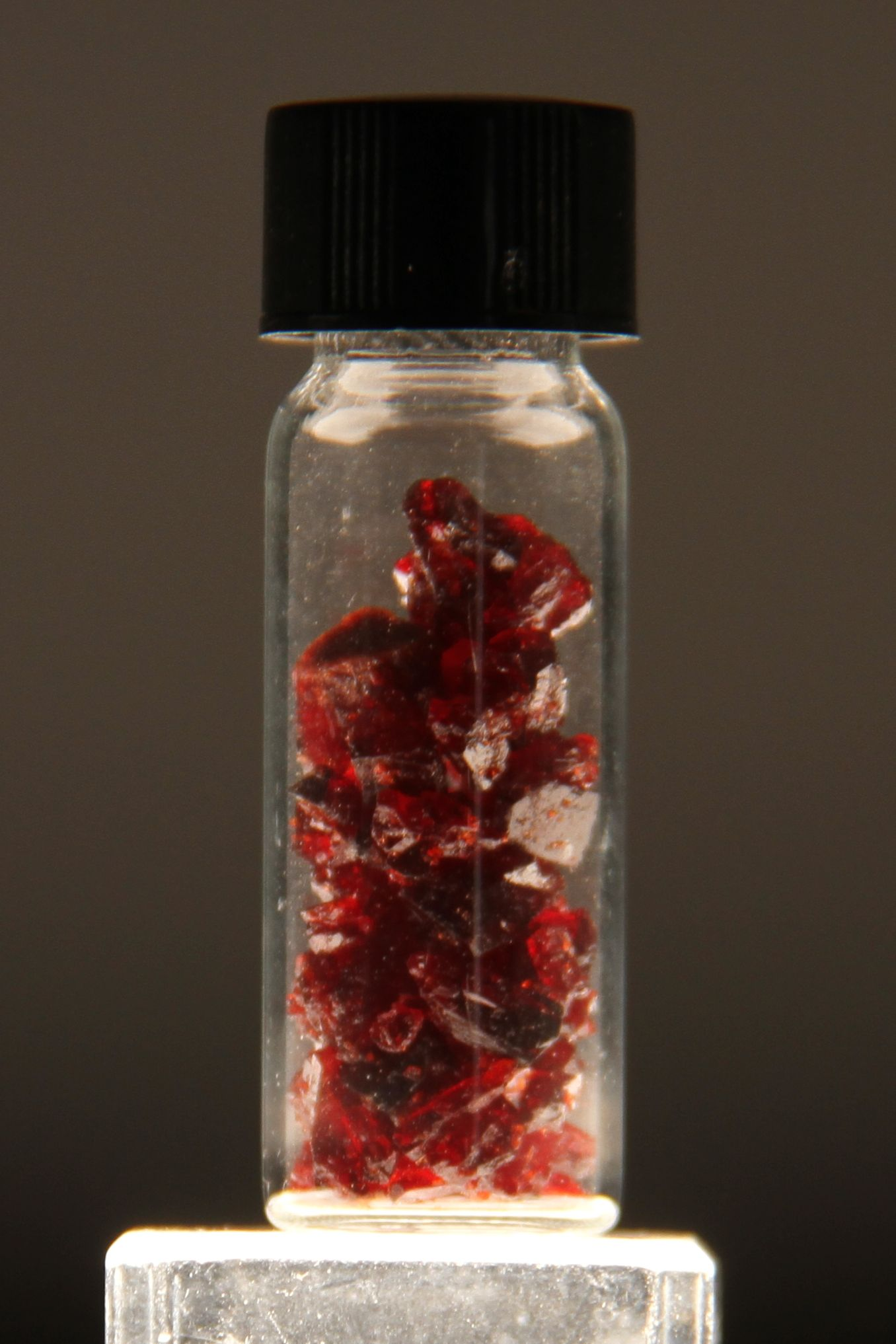
Схожее соединение: нитропруссид натрия, имеет аналогичный цвет

Нитропрусси́д ка́лия — неорганическое соединение, комплексная соль с формулой {\displaystyle {\ce {K2[Fe(NO^+)(CN)5]}}}, тёмно-красные гигроскопичные кристаллы.

## Получение
Взаимодействие ЖКС с нитритом калия в кислой среде:
{\displaystyle {\ce {2K4[Fe(CN)6] + 4KNO2 + 4H2SO4 -> 2K2[Fe(NO^+)(CN)5] + NO ^ + C2N2 ^ + 4K2SO4 + 4H2O}}}
Очистка от примесей:
{\displaystyle {\ce {2K2[Fe(NO^+)(CN)5] + CuSO4 (conc) -> Cu[Fe(NO^+)(CN)5] v + K2SO4}}}
{\displaystyle {\ce {Cu[Fe(NO^+)(CN)5] + 4KHCO3 (conc) -> 2K2[Fe(NO^+)(CN)5] + (CuOH)2CO3 v + 3CO2 ^ + H2O}}}

## Физические свойства
Красные гигроскопичные кристаллы, хорошо растворимые в воде.
Образует кристаллогидрат состава {\displaystyle {\ce {K2[Fe(NO^+)(CN)5]*H2O}}}.

## Химические свойства
Разлагается на свету в водном растворе:
{\displaystyle {\ce {K2[Fe(NO^+)(CN)5] + H2O ->[{hv}] K2[Fe(H2O)(CN)5] + NO ^}}}
Разлагается на воздухе при нагревании:
{\displaystyle {\ce {6K2[Fe(NO^+)(CN)5] ->[{400 °C}] 2Fe3C + 12KCN + 6NO ^ + 8C2N2 ^ + N2 ^}}}
Реагирует с сульфид-ионом, образуя красно-фиолетовый раствор:
{\displaystyle {\ce {K2S + K2[Fe(NO^+)(CN)5] -> K4[Fe(CN)5NOS]}}}
Реагирует с сульфит-ионом, образуя розовый раствор (реакция неизвестна).

## Применение
В щелочной среде нитропруссид калия реагирует с кетонами и альдегидами (другие производные с карбонильной группой), образуя интенсивно-красную окраску:
{\displaystyle {\ce {CH3C(O)CH3 + K2[Fe(NO^+)(CN)5] + 2KOH -> K4[Fe(CN)5ON=CHCOCH3] + 2H2O}}}
При добавлении уксусной кислоты окраска переходит в красно-фиолетовую.